# Maikel Delacalle
Maikel Delacalle, pseudonimo di Mikel Cabello Negrín (Granadilla de Abona, 16 settembre 1994), è un cantante e rapper spagnolo.

## Biografia
È nato nel villaggio di San Isidro nel comune di Granadilla de Abona, nel sud dell'isola di Tenerife. All'età di 16 anni lasciò la casa e per un certo periodo fu ricoverato in un centro giovanile. Più tardi e sulla scia della sua amicizia con dj Deejay Darío, Maikel fu introdotto nel mondo della musica.

## Carriera musicale
Ha iniziato a ottenere riconoscimenti nel mondo della musica urbana all'inizio del 2016 grazie alla sua versione spagnola di Or Nah e al suo singolo Ganas. Poco dopo la sua pubblicazione Or Nah è stato inserito tra le 50 canzoni più virali della Spagna su Spotify.
Nel 2017 ha firmato un contratto con Universal Music, avendo da allora diversi produttori importanti nel genere. Nell'ottobre 2018 pubblica il suo primo album Calle y fe. Ad aprile 2019 il video clip di Ganas accumula 16 milioni di visualizzazioni su YouTube.
La sua canzone Replay è riuscita a diventare un disco d'oro ottenendo le migliori posizioni nelle liste di Spagna e America Latina.
Maikel ha collaborato con rapper come J Balvin, Kevin Roldán e Justin Quiles, tra gli altri, e ha anche tenuto concerti in Colombia e Los Angeles. Nel 2019, Mahmood e Maikel Delacalle hanno collaborato per la versione italo-spagnola di Soldi, brano vincitore del 69º Festival di Sanremo e secondo classificato all'Eurovision Song Contest 2019.

## Influenze musicali
Maikel Delacalle cita che le sue ispirazioni fin dall'infanzia sono Tupac Shakur ed Eminem.

## Discografia

### Album in studio
- 2018 - Códigos

### EP
- 2018 - Calle y fe

### Singoli
- 2016 - Ganas (Remix)
- 2016 - Llegué yo
- 2016 - Mi mitad
- 2016 - Mi nena
- 2016 - Llámame
- 2016 - Ganas
- 2017 - Más de ti
- 2017 - Me atrevo
- 2017 - No dramas
- 2017 - Mi oración
- 2017 - Sin la luz
- 2017 - Tus amigas
- 2017 - Condiciones
- 2017 - La noche caía
- 2017 - Amor a la calle (Unplugged)
- 2018 - Eso
- 2018 - Jaque mate
- 2018 - Amor de cine
- 2018 - Hacer dinero
- 2018 - Latinoamericana
- 2019 - No he sido un santo
- 2019 - Amuleto
- 2019 - Si tú me quisieras
- 2021 – Una Pregunta (con Guaynaa)
- 2021 – Un Secreto (con Lennis Rodriguez)
- 2021 – Querer Es Poder (con Lennis Rodriguez)
- 2021 – Mátata (con Fabbio e Moncho Chavea)
- 2021 – Fanático (con Lennis Rodriguez)
- 2022 – Pacto (con L-Gante e DB.Bilardo)
- 2022 – Sustancia (Remix) (con Dasoul, ELIZADE, Robledo e Dímelo Milo)
- 2022 – Quiero que te acerques más (con Efecto Pasillo)
- 2022 – Cupido (con Accion Sanchez)
- 2023 – Mi Nena Remix (con Quevedo)

### Collaborazioni
- 2018 - El mundo entero (con Ana Guerra, Agoney Hernández, Aitana, Mimi Doblas e Raoul Vázquez)
- 2019 - Soldi (con Mahmood)
- 2022 – No te enamores (con Nyno Vargas e Rvfv)